# Francisco Javier de Lucas Martín
Francisco Javier de Lucas Martín nació el 4 de diciembre de 1952 en Murcia, España. Es catedrático emérito de filosofía del derecho y filosofía política en el Instituto de Derechos Humanos de la Universidad de Valencia (España). Fue Director del Colegio de España en París (2005-2012) en la Ciudad internacional universitaria (CiuP). Desde 2019 a 2023 fue senador por Valencia, elegido en las listas del PSPV-PSOE, en la XIII y XIV Legislatura y presidió la Comisión de Ciencia, Innovación y Universidades del Senado. Desde abril de 2023 es consejero del Consell Juridic Consultiu de la Comunitat Valenciana.

## Biografía
Cursó sus estudios de derecho en la Universidad de Murcia y de Navarra, donde se licenció en derecho con Premio extraordinario en 1974.  En 1977 presentó su tesis doctoral en la Universidad de Valencia,  sobre “Derecho y Solidaridad en Emile Durkheim”. Ha seguidonestudios de especialización en Alemania, Italia, Francia, Reino Unido y Canadá. En 1987 obtuvo la cátedra de Filosofía del derecho y Filosofía política en la Universidad de Valencia.
A lo largo de su trabajo se ha ocupado de problemas de filosofía y teoría del derecho. Su campo de investigación preferente es el estudio de políticas migratorias, minorías, ciudadanía, racismo y xenofobia y otros problemas en el ámbito de los derechos humanos. Fue pionero en otros campos de trabajo innovadores como los estudios sobre derecho y cine. Fundó y es el director de la colección "Cine y Derecho" (desde 2022, codirector con Fernando Flores), de la editorial Tirant Lo Blanch, que fue galardonada con la Medalla de oro al mérito en las Bellas Artes (2022). 
Dirige desde 1990 el Grupo de Estudios sobre Ciudadanía, Inmigración, Ulticulturalidad y minorías (GECIMm) de la Universidad de Valencia, que realizó por encargo de la Comisión Europea, desde 1992 a 1994, el informe sobre medidas jurídicas contra el racismo y la xenofobia correspondiente a España. Como director de ese grupo, fue designado experto por la Unión Europea para la cumbre "Diálogo chino-europeo en Derechos Humanos sobre derechos de minorías, racismo y xenofobia" (China-European Union Human Rights Dialogue on minorities rights, racism and xenophoby. Pekín, octubre de 1998). El grupo ha participado en el programa Daphne de la Unión Europea para elaborar los informes 2003 - 2004 sobre respuestas jurídicas a las prácticas de mutilaciones genitales femeninas, cuyo informe final se publicó en el mes de noviembre de 2004, renovados en el Programa Daphne para 2008 - 2010
En el ámbito concreto de la relación entre derechos humanos e inmigración, ha participado y animado —individualmente pero también con los miembros del GECIMM— un buen número de foros, seminarios, jornadas y encuentros para la sensibilización de la opinión pública, la formación de agentes sociales y expertos en materia de inmigración, así como de los propios inmigrantes, sobre todo relacionado con el mundo del derecho, y ha colaborado en esas tareas con buena parte de las ONG de apoyo a los inmigrantes y de las propias asociaciones de inmigrantes.
Entre esas tareas, ha dedicado una especial atención a la formación crítica de profesionales en el ámbito de la justicia (participando en programas de formación de abogados, jueces y magistrados sobre inmigración, multiculturalidad, globalización, minorías, en particular en actividades de formación continua del Consejo General del Poder Judicial de España y de la Escuela Judicial) así como en el ámbito de la policía, en particular, en los programas de formación de las escuelas de policía de algunas comunidades autónomas de España (Cataluña, País Vasco). Ha colaborado también en la discusión, elaboración y evaluación de diferentes programas de las CC.AA. (incluido el asesoramiento jurídico y político en planes de inmigración) y de diversos Ayuntamientos. Y asimismo, en la discusión crítica de los diferentes instrumentos jurídicos de política de inmigración en España.
Ha sido conferenciante y profesor invitado en diferentes universidades y centros de investigación españolas y extranjeras: así las de Ginebra, Lausana y Berna (Suiza); Burdeos, París II; París IV; París VII, Estrasburgo, Nantes, (Francia); Génova, Milán, Bolonia, Turín, Florencia, Nápoles, Palermo, Siena (Italia); Maguncia y Colonia (Alemania); European University Institute de Florencia; F.U.S.-L. de Bruselas (Bélgica); IALS (Londres, Reino Unido); UBA de Buenos Aires, Lanús y Córdoba (Argentina); U.N.A.M., I.T.A.M., Iberoamericana, Colegio de la Frontera Norte y Oaxaca (México); La Habana (Cuba)
Entre los cargos que ha desempeñado, promotor y primer director del Instituto Universitario de Derechos Humanos de la Universidad de Valencia, Miembro Correspondiente de la European Academy of Legal Theory, Miembro del International Institute for the Sociology of Law, Miembro del Consejo Científico del Instituto de Derechos Humanos "Bartolomé de las Casas" (Univ. Carlos III de Madrid) y del Consejo Científico del Instituto de Derecho Internacional "Francisco de Vitoria", Magistrado del Tribunal Superior de Justicia de la Comunidad Valenciana (Sala de lo Contencioso-Administrativo), desde octubre de 1989 a octubre de 1993, Presidente de CEAR (Comisión Española de Ayuda al Refugiado) (2008-2010), Vocal de la Comisión de seguimiento del Plan Nacional de derechos humanos (Ministerio de Presidencia. Gobierno de España) desde julio de 2009, Miembro del Consejo Científico de ATTAC. Miembro del HPSD de la UNESCO (High Panel on Science, Technology and Innovation for Development (2011-2015).

## Obras

### Libros
- Por qué obedecer las leyes de la mayoría  (con otros autores), Madrid, E.Calpe, 1982
- Introducción a la Teoría del Derecho  (con otros autores, de Lucas, ed.), Valencia, Tirant lo Blanch, 1992 y 1994 -2™-.
- Europa: convivir con la diferencia, Madrid, Tecnos, 1992; 1998 - 2™-
- El concepto de solidaridad, México, Fontamara, 1993; 1999 -2™-.
- El desafío de las fronteras. Derechos humanos y xenofobia en una sociedad plural, Madrid, Temas de Hoy 1994.
- Puertas que se cierran.  Europa como fortaleza, Barcelona, Icaria, 1996.
- Un proyecto para la pedagogía de la tolerancia (con otros autores), València, Bancaixa, 1996.
- Le Déplacement du monde. Inmigration et thématiques identitaires, (S.Naïr/J de Lucas) París, KimÈ, 1996; hay traducción al castellano, Madrid, IMSERSO, 1999.
- Los derechos de las minorías en la sociedad multicultural (con otros autores, de Lucas, ed.) Madrid/San bastión, CGPJ, 1999.
- Trabajadores inmigrantes (con S. Peña y A. Solanes), Valencia, Germanías, 2002. Edición revisada y ampliada: Los derechos de los inmigrantes (con otros autores), Valencia, Germanías, 2003.
- El vínculo social, entre ciudadanía y cosmopolitismo (con otros autores, de Lucas, ed.)  Valencia Tirant lo Blanch, 2002
- La multiculturalidad, (con otros autores, de Lucas, ed.) San Sebastián, Cendoj/CGPJ, 2002
- Inmigrantes, ¿cómo los tenemos? (con otros autores, de Lucas/Torres, eds), Barcelona, Talassa, 2002
- Blade Runner: el Derecho, guardián de la diferencia, Valencia, Tirant lo Blanch, 2002
- Globalització i identitats. Claus Politiques i Juridiques, Barcelona, CTC/Pórtic, 2003. Hay edición castellana: Globalización e identidades. Claves políticas y jurídicas, Barcelona, Icaria, 2004.
- Europa: derechos, culturas, (editor)  Tirant lo Blanch Valencia 2006
- Querela pacis perpetua. Una reivindicación del Derecho internacional (con Consuelo Ramón), Patronato Sud-Nord, Valencia, 2007
- La participación social y política de los inmigrantes. Informes BBVA, Madrid, 2008 (director del informe)
- Informe sobre la conveniencia y oportunidad de la ratificación por España del Convenio de 1990 de la ONU sobre derechos de los trabajadores inmigrantes y sus familias (con C. Ramón y A. Solanes) (Institut Català de Drets Humans), Barcelona, 2008.
- La igualdad en los derechos: claves de la integración, (J. de Lucas y A. Solanes, eds.) Dykinson, Madrid, 2009
- Los fundamentos de la igualdad y del reconocimiento de la inmigración. Sobre las políticas de integración de la Unión Europea. Eurobask, Bilbao, 2012.
- Indicadores sociales y políticas de integración, (eds. J. de Lucas y M. J. Añón), Icaria, Barcelona 2013
- Derechos. El combate cívico (Varios autores, Fernando Flores, ed.), Infolibre, Madrid, 2014.
- Mediterráneo, el naufragio de Europa, Tirant lo Blanch, Valencia, 2015 (2016, 2ª).
- "Per qué els drets humans? (ed.), Valencia, Tirant Lo Blanch, 2018
- Constitución y derechos humanos (ed. con J.M. Rodríguez Uribes), Valencia, Tirant lo Blanch, 2018

- Decir no: el imperativo de la Desobediencia, Valencia, Tirant Lo Blanch, 2020

- Nosotros, que quisimos tanto a Atticus Finch: de los orígenes del supremacismo, al Black Lives Matter, Valencia, Tirant Lo Blanch, 2020.

- La amistad como una de las Bellas Artes (coautor, con Francisco Jarauta y Sami Naïr), Valencia, Tirant lo Blanch, 2023.
- Migraciones: la política, Valencia, Tirant lo Blanch, 2025

## Premios
- Premio de Ensayo de la Fundación Bancaixa (1995) por el libro La tolerancia (con A. Iglesias, M. Lozano y G. Aparicio).[3]
- III Premio de ensayo "Integración Europea" (1996) conjuntamente con S. Naôr, convocado por el Consell Valenciá del Moviment Europeu y la Generalidad Valenciana.[3]
- Medalla de plata de Cruz Roja de España por su trabajo en el ámbito de la inmigración.[3]
- Premio de Ensayo Manuel Castillo 2004 sobre la Paz (Patronat Sud-nord. Universitat de Valencia), con Consuelo Ramón, por el ensayo  Querela pacis, perpetua? Una reivindicación del Derecho internacional.[3]
- X Premio de investigación Universitas-Javier de Landaburu 2011, concedido por Eurobask para proyectos de investigación sobre inmigración e integración en la Unión Europea.[3][20]
- Premio Internacional Cinema LiberPress, 2015
- Premio Nacional Malinalli derechos humanos y diversidad cultural, 2016 (UJAT,  México 2016)
- Distinción de la Generalitat Valenciana por la defensa de los derechos y libertades constitucionales 2016 (Decreto del Consell de la GVA 184/2016, DOGV n.º 7391, de 2 de diciembre de 2016).
- Premio Cartelera Turia 2018 a la mejor contribución en defensa de los derechos humanos (2018).
- I Premio Diversitas, Universidad de Salamanca (2022)